# Il filo (singolo)
Il filo è un singolo del cantautore italiano Pierdavide Carone, pubblicato il 21 agosto 2015.

## Descrizione
Il brano è stato scritto dallo stesso Pierdavide Carone e si ispira al suo periodo di allontanamento dalle scene, durato tre anni. È stato annunciato da un conto alla rovescia pubblicato dal cantautore attraverso i suoi profili social.

L'artista ha così commentato il singolo:

## Video musicale
Del brano è stato pubblicato un videoclip che riprende il mito di Teseo e il Minotauro.

## Tracce
1. Il filo – 2:53 (Pierdavide Carone)